# Bhatia distanti
Bhatia distanti är en insektsart som beskrevs av Zhang och Webb 1996. Bhatia distanti ingår i släktet Bhatia och familjen dvärgstritar. Inga underarter finns listade i Catalogue of Life.